# 경상북도의 성 목록
다음은 경상북도에 있는 성들의 목록이다. 
| 성 이름               | 주소                              | 종류        | 둘레    | 축성 시기 | 비고                                                    |
| --------------------- | --------------------------------- | ----------- | ------- | --------- | ------------------------------------------------------- |
| 가산산성              | 경북 칠곡군                       |             | 7,600m  | 조선      | 사적 216호                                              |
| 경주 부산성           | 경북 경주시 건천읍 송선리         |             | 7,500m  | 신라      | 문무왕 3년(663년) 착공. 3년 만에 완공                   |
| 경주월성              | 경북 경주시 인왕동 387-1          |             |         | 신라      | 사적 16호                                               |
| 경주읍성              | 경북 경주시                       |             | 2,300m  | 고려      | 현종 3년 1012년 축성. 둘레는 조선 영조때 추정           |
| 관문성                | 경북 경주시 외동읍 모화리         | 장성        | 12,000m | 신라      | 울산광역시까지 뻗음                                     |
| 금오산성              | 경북 구미시                       | 복합식 산성 |         |           | 내성 - 테뫼식, 외성 - 포곡식                            |
| 경주 남고루           | 경북 경주시                       |             |         | 고려      | 사적 17호                                               |
| 독용산성              | 경북 성주군 가천면 금봉리 산 42-1 | 포곡식 산성 | 7,700m  | 가야      |                                                         |
| 명활산성              | 경북 경주시 천군동, 보문동        |             |         | 신라      | 사적 47호                                               |
| 문경관문 1관문 주흘관 | 경북 문경시 문경새재 입구         |             | 188m    | 조선      | 숙종 34년 1708년 축조                                   |
| 문경관문 2관문 조곡관 | 경북 문경시 문경새재 입구         |             | 73m     | 조선      | 선조 27년 1594년 축조                                   |
| 문경관문 3관문 조령관 | 경북 문경시 문경새재 입구         |             | 185m    | 조선      | 선조때 축성. 숙종 34년 중창                             |
| 백화산성              | 경북 상주시 모동면                | 석성        | 2,000m  | 신라      | 신라가 백제 정벌의 전초기지로 삼았다는 금돌성으로 비정. |
| 북형산성              | 경북 경주시 강동리                |             |         | 신라      |                                                         |